# Oceanía Lejana

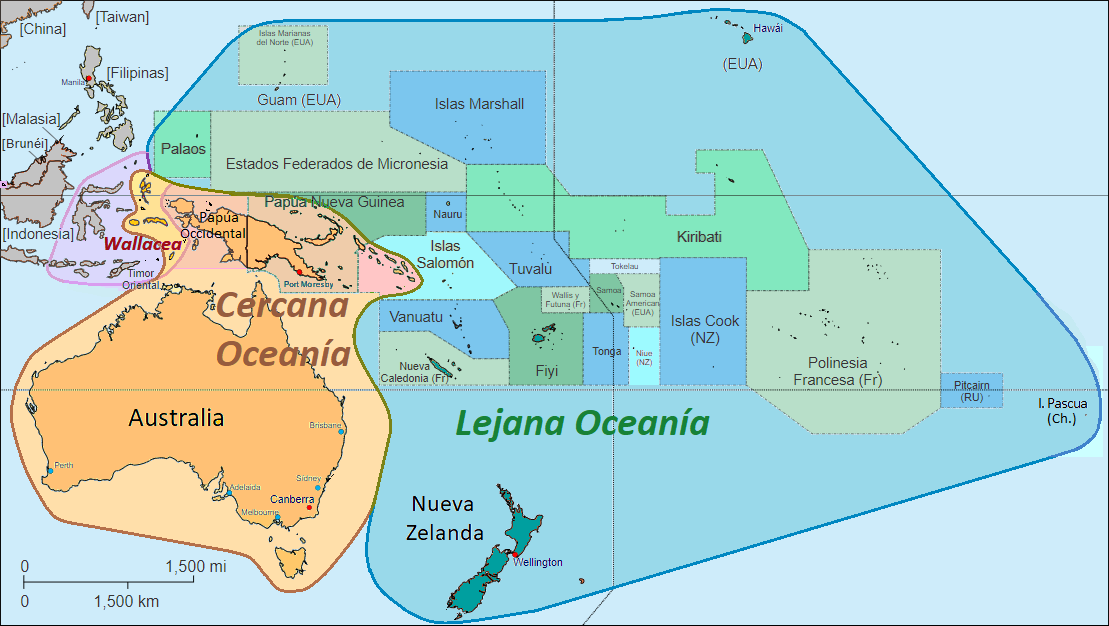
Oceanía Lejana

Oceanía Lejana (en inglés, Remote Oceania) es un nuevo concepto biogeográfico utilizado para designar la parte de Oceanía que cubre la parte de Melanesia situada al sureste del archipiélago de las islas Salomón (Islas Santa Cruz, Vanuatu, Fiyi y Nueva Caledonia), la parte occidental de Polinesia hasta Tonga y Samoa, y las islas sur y occidentales de Micronesia. Según esta terminología, Oceanía Lejana corresponde a la expansión hacia el este de los asentamientos humanos primitivos de Oceanía Cercana. Según los autores, Oceanía Lejana corresponde también, por extensión, al resto de Polinesia. Esta nueva división sustituye a la división tradicional de Oceanía entre Melanesia, Micronesia y Polinesia, establecida por el explorador francés Jules Dumont d'Urville alrededor de 1830.

## Historia del término
Los términos Oceanía Cercana y Oceanía Lejana fueron acuñados en 1973 por el lingüista Andrew Pawley de la Australian National University, a raíz de sus investigaciones sobre las lenguas y las culturas papúes y austronesias. Sus trabajos fueron corroborados y ampliados por el arqueólogo Roger Curtis Green, de la Universidad de Auckland (Nueva Zelanda), que adoptó esta subdivisión en 1991. Esta concepción de Oceanía se ha visto apoyada por otras investigaciones en los campos de la botánica, la zoología, la antropología, la genética y la biogeografía.

## Oceanía Lejana y la cultura lapita
En 25.000 a. C., se había completado la primera etapa de la colonización humana del Pacífico durante el Pleistoceno, y sus asentamientos correspondían a lo que se conoce como Oceanía Cercana. Alrededor de 3.500 a. C., aparece en el archipiélago Bismarck una cultura más evolucionada tecnológicamente, la cultura lapita, aparentemente sin antecedentes en Oceanía Cercana. La datación por carbono 14 efectuada en el sureste asiático establece que esta cultura neolítica se extendió en el Holoceno desde Taiwán hacia las Filipinas y el este de Indonesia, para alcanzar la Oceanía Cercana antes de colonizar parte de Micronesia y las islas de la Polinesia occidental. Esta segunda etapa migratoria que llega hasta Tonga y Samoa será el punto de partida, entre 500 y 1.000 años más tarde, del gran salto hacia la Polinesia central y oriental, última fase de la colonización humana del Pacífico.
Lo que se conoce de la cultura lapita se basa en hallazgos arqueológicos, principalmente piezas de alfarería y pequeños objetos de obsidiana tallada, y es siguiendo su rastro que se ha podido reconstruir la evolución de las migraciones humanas en Oceanía Lejana. Otras investigaciones más recientes reconstruyen la expansión de la cultura lapita a partir de la expansión de la rata del Pacífico (Rattus exulans) –que posiblemente llevaban con ellos en sus viajes junto con otros animales domesticados—, o a partir de estudios genéticos en humanos.
Estas investigaciones demostraron que en Oceanía Cercana, los asentamientos lapita coexistieron con la población papúa de origen, de cultura menos desarrollada, con la que hubo un meztisaje lingüístico y genético muy limitado. En Oceanía Lejana, no existen huellas de presencia humana anterior a los asentamientos de tipo lapita. Según las hipótesis avanzadas por Roger Green, Ian Lilley, Peter S. Bellwood y Jim Allen, entre otros, esto anula la posibilidad de que la cultura Lapita fuera el resultado de una evolución de poblaciones ya existentes.
Los indígenas de cultura lapita practicaban la caza y la pesca, domesticaban animales para su consumo, conocían la agricultura, comercializaban con piedras consideradas de valor, como la obsidiana, y dominaban el arte de la alfarería, principal exponente de su cultura. Su sociedad se estructuraba sobre la base de una red de pequeños grupos instalados a proximidad de las costas de las islas, con una gran movilidad migratoria. Entre 1.500 y 1.000 a. C., pasaron del extremo oriental de Oceanía Cercana (Isla Bougainville y archipiélago de las islas Salomón) a las remotas islas de Nueva Caledonia, Fiyi y Samoa. En este mismo periodo de tiempo, viajaron hasta las islas situadas en la parte oeste de Micronesia (Palaos, Yap y las islas Marianas).
La colonización de Oceanía Lejana conlleva por lo tanto importantes innovaciones tecnológicas en la fabricación de las embarcaciones y una notable evolución de las técnicas de navegación. Los indígenas dominaban la navegación de altura que les permitía cubrir distancias que requerían varios días de viaje en alta mar. Los restos arqueológicos encontrados demuestran que introdujeron en las islas colonizadas animales domésticos (cerdos, pollos, perros, marsupiales y ratas), y plantas y semillas destinadas a ser cultivadas.
La datación de los restos arqueológicos efectuada desde 1970 muestra también que los distintos grupos de colonos lapita mantenían intercambios comerciales constantes a pesar de las largas distancias entre islas, pero que estas relaciones no fueron suficientes para mantener una cultura homogénea. Aunque este mismo distanciamiento favoreció una atomización de las lenguas y de la cultura lapita, los frecuentes contactos entre habitantes de las islas de la Oceanía Lejana hicieron que la evolución de sus subculturas y dialectos se nutriera de numerosas y permanentes influencias recíprocas. Los descendientes de los lapitas que recorrieron más tarde el Pacífico hasta Tahití, Hawái, la isla de Pascua y Nueva Zelanda son considerados por lo tanto como variantes, tanto culturales como lingüísticas, de esta cultura.
Los pueblos de cultura lapita son reconocidos como los antepasados de los polinesios, incluyendo a los maorí, y son un referente unificador cada vez más usado por los propios polinesios.

## Las lenguas de Oceanía Lejana
Según la clasificación y ramificación tradicional de las lenguas primitivas del Pacífico, las lenguas habladas en Oceanía Lejana proceden de las lenguas austronesias, y dentro de éstas, del subgrupo de las lenguas oceánicas remotas.
Según las últimas investigaciones lingüísticas apoyadas en estudios arqueológicos, este último subgrupo dio lugar a su vez a las lenguas proto-oceánicas de Oceanía Cercana y Lejana, derivando estas últimas en las lenguas proto-polinesias, de las que descienden todas las lenguas habladas en la Polinesia contemporánea.
Los trabajos realizados conjuntamente por Andrew Pawley, Malcolm Ross, Roger Curtis Green, Patrick Vinton Kirch y Terry L. Hunt desde los años 1970 ponen de relieve que la evolución de las lenguas oceánicas no es comparable a la de las lenguas continentales, cuya evolución continuada se puede plasmar en árboles genealógicos al uso. Para entender la genealogía de las lenguas oceánicas, habladas en multitudes de islas e islotes diseminados por el Pacífico, es necesario recurrir a varios tipos de clasificaciones (no excluyentes sino complementarias) para aproximarse a la compleja diversidad cultural, lingüística y geográfica de la Oceanía prehistórica. Para reflejar tanto las herencias verticales como las interrelaciones horizontales entre los diversos subgrupos, es por lo tanto necesario combinar árboles genealógicos, cadenas dialectales, redes de interrelaciones y estructuras reticulares.